# Lotta libera ai Giochi della X Olimpiade - Pesi massimi
La competizione della categoria pesi massimi (oltre 87 kg) di lotta libera dei Giochi della X Olimpiade si è svolta dal 1° al 3 agosto al Grand Olympic Auditorium in Los Angeles.

## Formato
Ad ogni incontro venivano assegnate le seguenti penalità:
- 0 = Al vincitore per schienata
- 1 = Al vincitore ai punti
- 3 = Allo sconfitto

Con cinque punti o più di penalità il lottatore veniva eliminato.

## Risultati
| Legenda                                  | Legenda |
| ---------------------------------------- | ------- |
| Lottatore con 5 penalità o più Eliminato |         |

### 1º Turno
| Vincitore        | Pen. | Risultato | Sconfitto  | Pen. |
| ---------------- | ---- | --------- | ---------- | ---- |
| Johan Richthoff  | 1    | Ai punti  | Jack Riley | 3    |
| Nikolaus Hirschl | 0    | -         | Esente     |      |

### 2º Turno
| Vincitore       | Pen. | Risultato | Sconfitto        | Pen. |
| --------------- | ---- | --------- | ---------------- | ---- |
| Johan Richthoff | 2    | Ai punti  | Nikolaus Hirschl | 3    |
| Jack Riley      | 3    | -         | Esente           |      |

### 3º Turno
| Vincitore       | Pen. | Risultato | Sconfitto        | Pen. |
| --------------- | ---- | --------- | ---------------- | ---- |
| Jack Riley      | 4    | Schienata | Nikolaus Hirschl | 6    |
| Johan Richthoff | 2    | -         | Esente           |      |

## Classifica finale
| Pos.    | Atleta           | Nazione     |
| ------- | ---------------- | ----------- |
| Oro     | Johan Richthoff  | Svezia      |
| Argento | Jack Riley       | Stati Uniti |
| Bronzo  | Nikolaus Hirschl | Austria     |